# Gaby King
Gaby King (* 3. Januar 1945 in Bad Wiessee, Bayern; bürgerlich Gabriele Kern, geborene Einhauser) ist eine ehemalige deutsche Schlagersängerin und Moderatorin.

## Leben
Fünf Monate nach ihrer Geburt zogen die Eltern mit ihr von Bad Wiessee in das idyllisch im noch weitestgehend unbebauten Isartal gelegene Familienlandhaus nach Icking. Die fünfjährige Gaby stand bereits als Kindermoden-Fotomodell im Mittelpunkt. Für sich alleine, zum Beispiel das große Anwesen durchstreifend, sang sie gerne alle Lieder, die sie kannte, und das waren nicht nur Kinderlieder, sondern auch im Radio aufgeschnappte, die sie bald dank reichlich Taschengeld in Form von Schallplatten heranschaffte. Ihr Vater, Chefarzt und renommierter Wissenschaftler, hätte es gerne gesehen, wenn seine Tochter ebenfalls diese Richtung eingeschlagen hätte, doch sie setzte mit mütterlichem Beistand nach Volksschule und Internat Ballett- und Klavierunterricht durch. Später nahm sie Schauspielunterricht. Dafür versuchte die als Krankengymnastin und Diplom-Kosmetikerin arbeitende Mutter fortan, die Tochter unter strenger Kontrolle zu halten.
Im nicht minder streng geführten Internat Schloss Reichersbeuern war ihr das Radiohören nicht gestattet gewesen, deshalb hatte sie alle 14 Tage bei Wochenendbesuchen zuhause die neuesten Schlager aufgesogen. Nun wollte sie ihre künstlerische Neigung voll ausleben. Heimlich knüpfte der Teenager Kontakte in die Unterhaltungsbranche. Der Produzent Klaus Netzle machte mit ihr Probeaufnahmen und als er Wolf Martis bei einer Talentveranstaltung hörte, glaubte er die Idealbesetzung für sein Bestreben, ein Gesangspaar in der Art von Peter Kraus und Conny Froboess zu etablieren, gefunden zu haben. So entstand 1958 ihre erste Plattenaufnahme als Gaby und Wolfgang. Da sich eine über das Berufliche hinausgehende Beziehung entwickelte, verhinderte die Mutter eine weitere Zusammenarbeit.
Im April 1959 suchte die ein Jahr zuvor gegründete Plattenfirma Ariola mit Unterstützung der Frauenzeitschrift Freundin nach aufbaufähigen Jungtalenten. In Münchens Filmstadt Geiselgasteig gewann die Kamera und Mikrofon gewohnte nassforsche Gaby King den Wettbewerb, der nicht nur die Stimmen verglich, sondern alle Facetten, die einen Star ausmachen. King ist der Geburtsname ihrer Mutter.
Es folgten zunächst weitere Duette, und zwar mit Christa Casper und Hermann „Tobby“ Lüth, ehe sie ihre bis 1962 anhaltende Solokarriere startete, die von Auftritten in Spielfilmen, bei denen sie ihre Schlager vortrug, begleitet wurden. Die ihr von der Musikindustrie zugedachte Rolle als Teenager-Vorbild füllte sie ebenso im Februar 1960 auf der mit anderen Künstlern veranstalteten „Teenager-Party“-Tournee durch Deutschland und Österreich mit Erfolg aus. Auf dem Höhepunkt ihrer Popularität hatte sie 380.000 Singles verkauft und lag in der Gunst der Bravo-Leser auf Rang 9.
Mit dem Engagement am Bremer Schauspielhaus als Rebecca in Thornton Wilders Unsere kleine Stadt kam 1961 eine weitere Einsatzmöglichkeit hinzu, die aber auf Dauer weniger öffentlichkeitswirksam war.
Die noch nicht Volljährige sorgte dann – freilich unbeabsichtigt – im November 1963 für reichlich Medienaufmerksamkeit, nachdem sie ohne elterliche Einwilligung einen dubiosen Geschäftsmann in Schottland geheiratet hatte. Die Skandal-Ehe wurde schon im März 1964 geschieden.
In späteren Jahren arbeitete sie als Synchronsprecherin. Zehn Jahre war sie als Radiomoderatorin mit einer eigenen Sendung bei Radio IN tätig. Nach weiteren fünf Jahren beim Lokalfernsehen intv ging sie 1997 als Moderatorin zum Düsseldorfer Teleshopping-Unternehmen QVC, wo sie bis 2003 angestellt war. Die Mutter von drei Söhnen lebt verheiratet im Ingolstädter Stadtteil Gerolfing.

## Singles
- 1958: Ich möchte mit dir träumen / Teenager Melody (Gaby & Wolfgang)
- 1959: Twenty Boy / Heiße Musik (mit Christa Casper)
- 1959: Baby, komm tanz mit mir (Gaby King & Tobby) / Aber die Liebe war es doch nicht (Tobby solo)
- 1960: Nur Charly schenkte mir Blumen / Kommst du mit mir auf meinen ersten Ball
- 1960: Ein junger Kavalier / Vati ist der Beste
- 1961: Charming Boy / Das Foto von Dir
- 1961: Oh, wird das schön / Zehn Küsse
- 1962: Mein Traumkavalier / Doch du bist es nicht

## Filmografie
- 1959: Mädchen für die Mambo-Bar
- 1960: Schick deine Frau nicht nach Italien (singt „Nur Charly schenkte mir Blumen“)
- 1960: Drei weiße Birken (singt „Das Foto von Dir“)
- 1960: Gauner-Serenade
- 1961: Davon träumen alle Mädchen (singt „Zehn Küsse“)
- 1961: Was macht Papa denn in Italien? (singt „Oh, wird das schön“)
- 1961: Schlager-Revue 1962